# 가사가미쿠로하에역
가사가미쿠로하에역(일본어: 笠上黒生駅, かさがみくろはええき)은 일본 지바현 조시시에 있는 조시 전기 철도선의 역이다.

## 역 구조
상대식 승강장 2면 2선의 지상역으로 역무원이 배치된 역이다. 경권 입장권, 승차권, 철도 상품, 센베 과자 구입이 가능하다. 화장실이 있다.

## 역 주변
역 주변의 구로하에 지구는 과거 양질의 점토가 산출된 것부터 일본 굴지의 기와 생산지였다. 그 자취에서 지금도 기와집과 블록집이 많다.
- 조시 포트 타워・우오쓰세 21
- 조시 어항 제3 도매시장・조시 외항

## 역사
- 1925년 7월 1일: 조시 철도의 역으로 개업.
- 1948년 8월 20일: 조시 철도가 조시 전기 철도에 회사명 변경으로 본 회사의 역이 됨.
- 1995년 6월 24일: 당역과 모토초시 역 사이에서 열차 충돌 사고 발생.
- 1999년 7월 18일: 역 구내의 완목 신호기가 색등식 신호기로 교환됨.
- 2007년 8월 4일: "가난을 트리" 상 설치.
- 2010년 5월: 이요 철도 2000형・쿠하 2500형의 운행 대응으로 상하행선의 조시 방향 승강장의 연장 및 승강장으로 통로 구조 변경.
- 2014년 1월 11일: 도카와 발 조시 행 열차가 역 구내의 포인트에서 탈선 2000형 2002편성 2량 연결면 방향의 대차가 각각 탈선하였다. 부상자 없음.[1].

## 사진

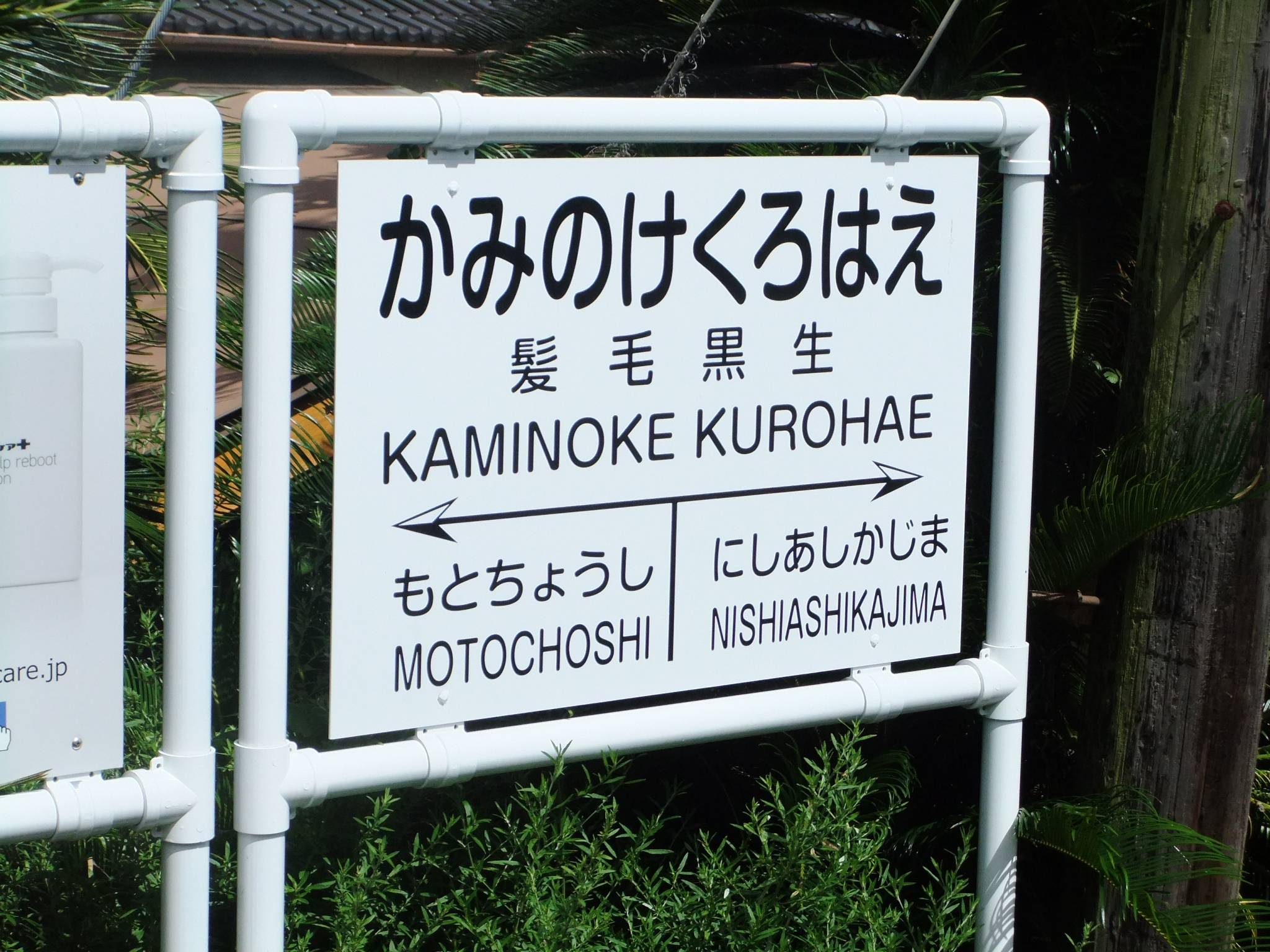
역명판

## 인접역
| 조시 전기 철도 ■ 조시 전기 철도선 | 조시 전기 철도 ■ 조시 전기 철도선 | 조시 전기 철도 ■ 조시 전기 철도선 |
| --------------------------------- | --------------------------------- | --------------------------------- |
| 모토초시 조시 방면                |                                   | 니시아시카지마 도카와 방면        |